# Camee van Constantijn

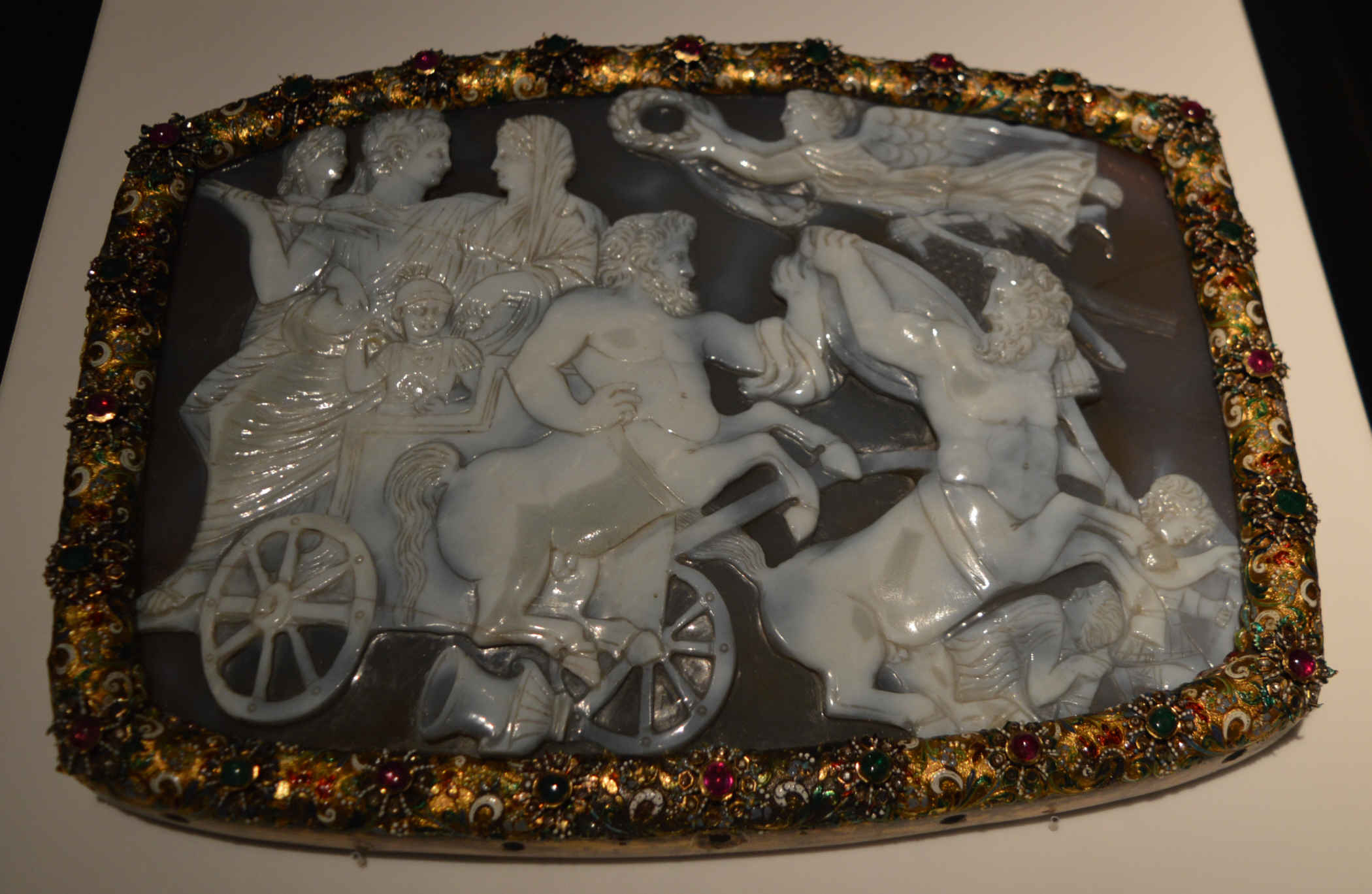
De Gemma Constantiniana

De Camee van Constantijn is een camee in de traditie van de Romeinse keizers, zoals de Gemma Augustea. De camee is een van de grootste camees uit de klassieke oudheid en is gemaakt van twee lagen bruin en grijs agaat (21,1 × 29,7 cm). De stijl van de camee is typisch voor de vierde eeuw en beeldt naast keizer Constantijn ook zijn familie af: zijn vrouw Fausta, zoon Crispus en ook zijn moeder Helena. Dat het stuk rond 315 is gemaakt blijkt uit dezelfde soort afbeelding en stijl die te vinden is op munten uit die periode van Constantijns bewind.
De camee is gewijd aan de overwinning van keizer Constantijn op zijn rivaal Maxentius. De exacte datum is onbekend, maar het stuk is waarschijnlijk circa 315 vervaardigd. Op de camee staat de keizer met zijn familie afgebeeld, die staand op een kar worden voortgetrokken door een stel centauren. De kar rijdt over de verslagen vijanden heen en is een verwijzing naar de Slag bij de Milvische brug in 312, waarbij Maxentius voorgoed verslagen werd. Over de kar vliegt de gevleugelde Victoria, godin van de overwinning, die Constantijn met een lauwerkrans komt kronen.

## Herkomst

### De Gemma Constantiniana voor 2003
In 1628 ontving de VOC de camee in commissie vanuit Antwerpen via een zekere Gaspar Boudaen, Antwerps koopman in Amsterdam. Aangezien Rubens in de jaren twintig van de 17e eeuw de grootste verzameling gemmen en cameeën in Antwerpen had, wordt over het algemeen aangenomen dat hij schuilgaat achter de verkoop van 1628, maar geheel zeker is dit niet.
De camee werd samen met een antieke vaas van agaat in 1628 ingescheept op het VOC-schip Batavia om in het Verre Oosten verkocht te worden. Beide stukken overleefden de dramatische schipbreuk voor de kust van Australië en de daarop volgende muiterij. De camee kwam na mislukte pogingen tot verkoop tientallen jaren later terug naar Amsterdam en werd, na verschillende eigenaren te hebben gehad, door koning Willem I aangekocht voor het Koninklijk Penningkabinet.

### De Gemma Constantiniana na 2003
Tussen 2003 en 2014 maakte het stuk deel uit van het Geldmuseum in Utrecht. Sinds de sluiting van die instelling is het stuk herenigd met de andere oudheden uit Rubens' collectie in Leiden. Sinds de zomer van 2019 is het stuk weer opgenomen in de vaste opstelling van het Rijksmuseum van Oudheden en te bewonderen bij de afdeling Romeinen.

## Trivia
De camee is een belangrijk plotelement in het vijfde album van de Nederlandse stripreeks van Gilles de Geus, getiteld De Batavia.